# Josefův Důl (přehrada)
Josefův Důl je přehrada, která se nachází na katastru stejnojmenné obce v Jizerských horách v severních Čechách a byla vystavěna v letech 1976–1980. Toto rozlehlé vodní dílo se řadí k nejmladším přehradám, které kdy byly v Česku vybudovány. Přehradní jezero má rozlohu 1,38 km². Průměrná hloubka je 10 m. Má celkový objem 22,628 milionu m³. Výstavba nádrže byla velice nákladná, vyžádala si finanční prostředky ve výši 344 mil. Kčs.
Od roku 1982 působil na přehradě ve funkci hrázného Pavel Ševčík, kterého v roce 2015 vystřídal jeho syn Petr.

## Vodní režim
Přehradní jezero na říčním kilometru 30,2 řeky Kamenice (povodí Jizery) bylo naplněno v letech 1976–82.

## Přítoky vody a odtok vody
Mezi větší přítoky patří například: Kamenice, Hluboký potok, Blatný potok, Červený potok. Vodu z přehrady odvádí Kamenice.

## Využití

### Zásobování vodou
Hlavním účelem přehrady je akumulace vody pro účely výroby pitné vody. Proto se v okolí přehrady nenachází žádná sídla ani rekreační oblasti a je zde vyhlášeno pásmo hygienické ochrany vodního zdroje 1. a 2. stupně. Voda z přehrady je podzemní štolou přiváděna do úpravny vody Bedřichov. Pitnou vodou je zásobováno Liberecko a Jablonecko.

### Energetika
Součástí přehrady je vodní elektrárna.

## Galerie

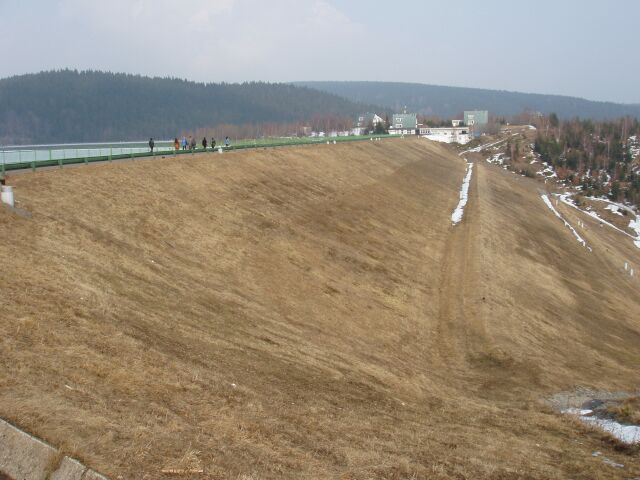
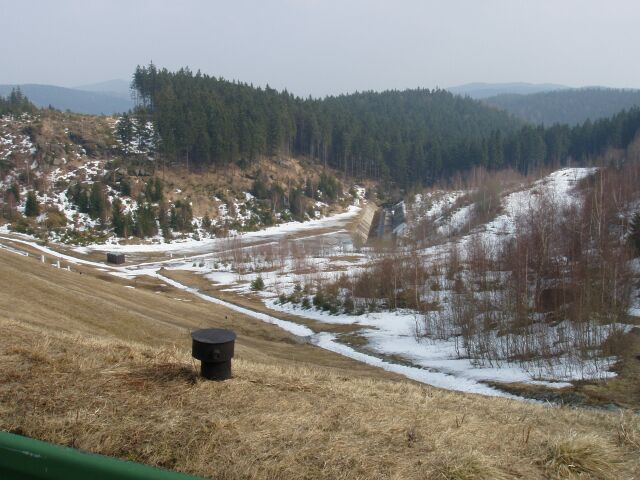
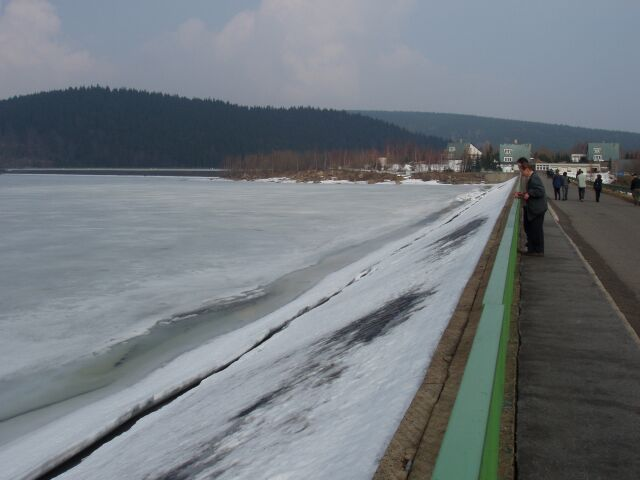
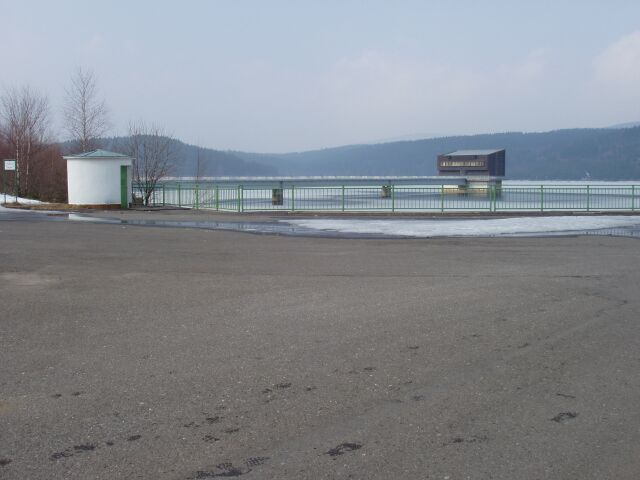
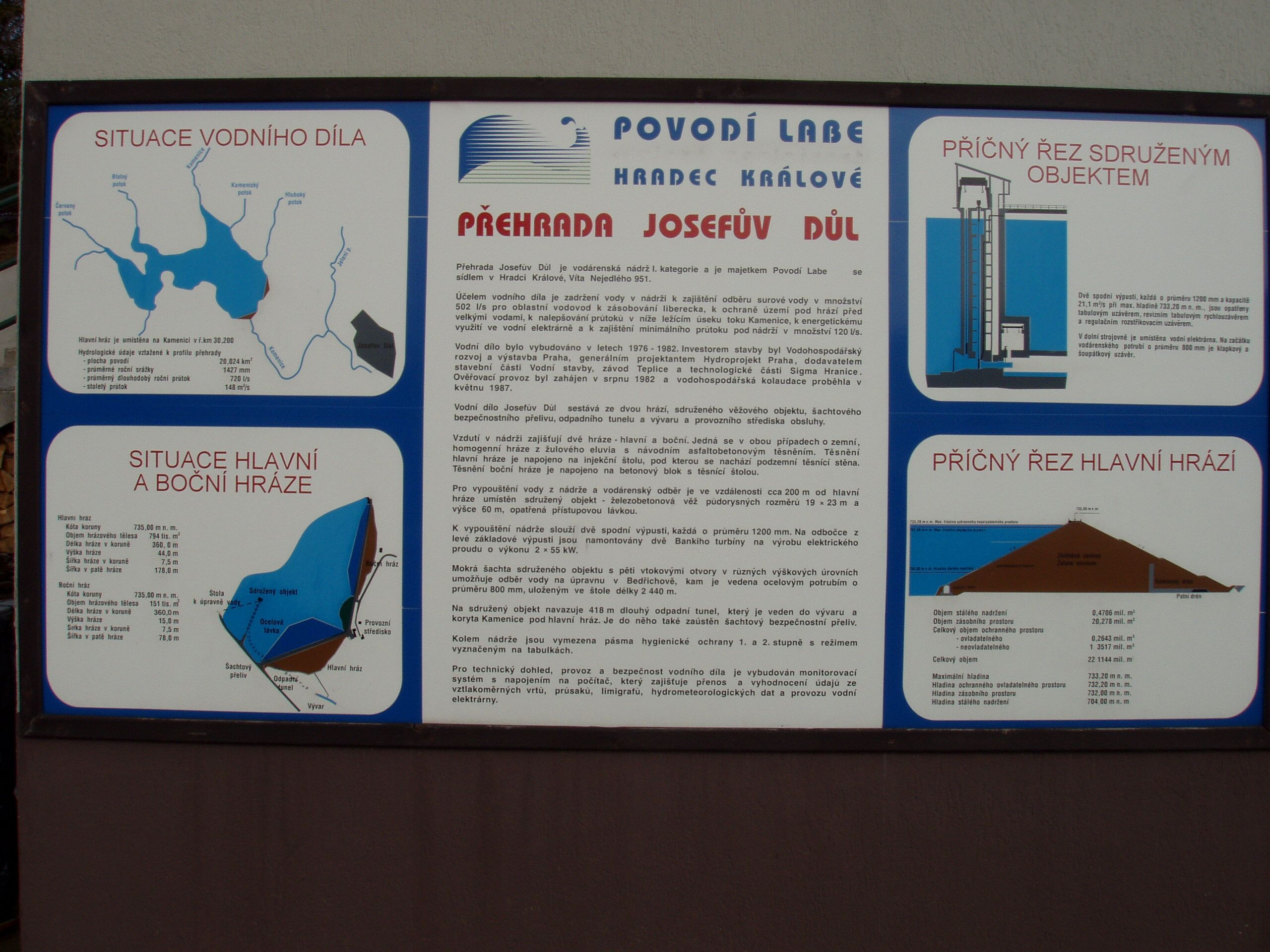
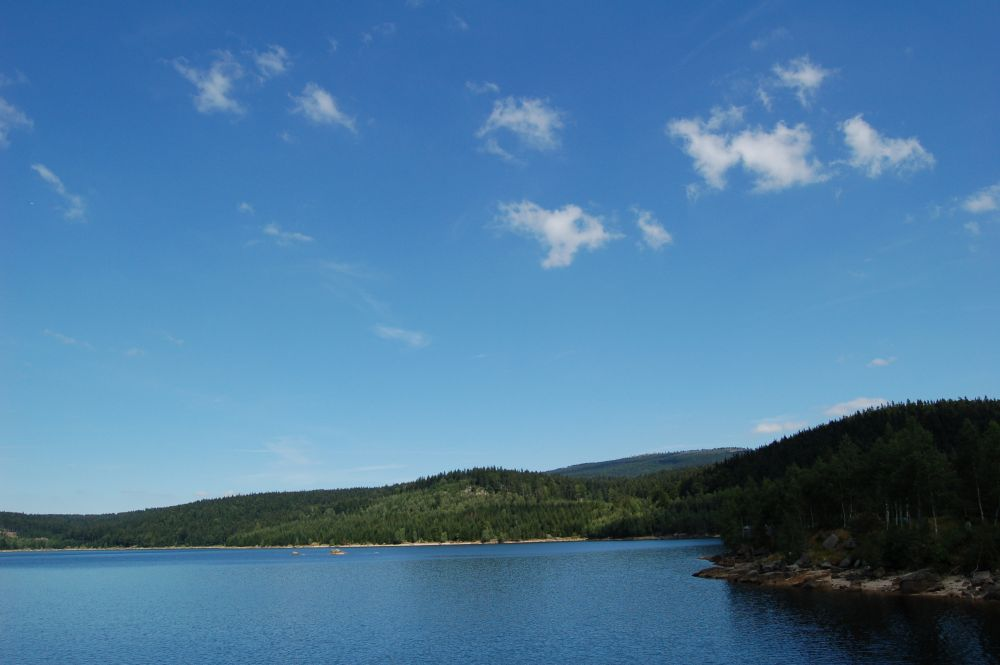
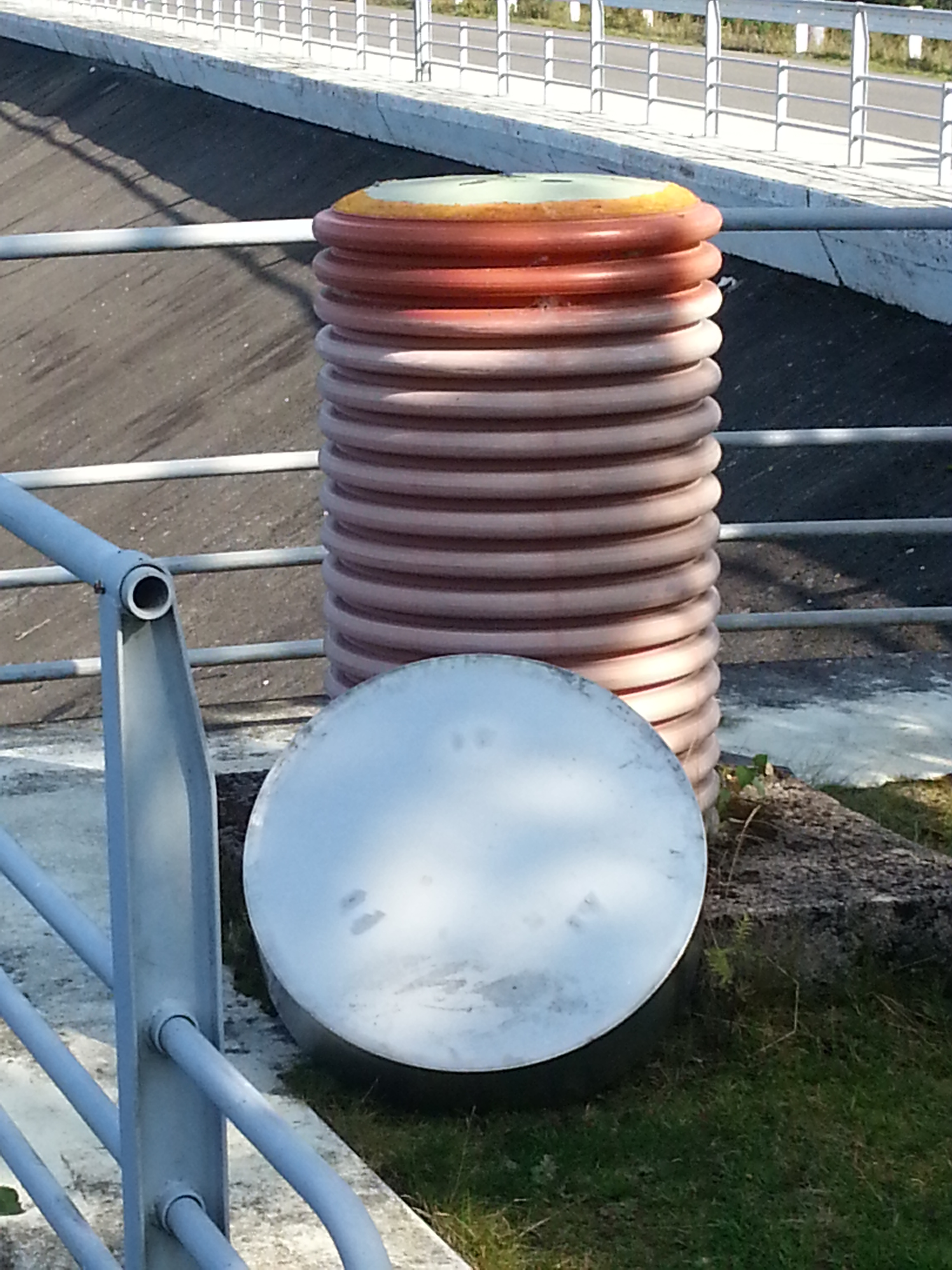
Betonový pilíř hloubkově založený, chráněný proti teplotním vlivům, v hlavě jsou tři drážky pro ustavení měřického přístroje (Vodní nádrž Josefův Důl).